# Wanty-Groupe Gobert/2016
Deze pagina geeft een overzicht van de Wanty-Groupe Gobert-wielerploeg in 2016.

## Algemeen
Algemeen manager: Jean-François Bourlart
Ploegleiders: Hilaire Van der Schueren, Steven De Neef, Sébastien Demarbaix, Jean-Marc Rossignon
Fietsmerk: Cube bikes
Kopmannen: Enrico Gasparotto

## Transfers
| Inkomend         | Team 2015            | Uitgaand            | Team 2016                   |
| ---------------- | -------------------- | ------------------- | --------------------------- |
| Thomas Degand    | IAM Cycling          | Mirko Selvaggi      | Androni Giocattoli-Sidermec |
| Kenny Dehaes     | Lotto Soudal         | Tim De Troyer       | Veranda's Willems           |
| Björn Thurau     | Bora-Argon 18        | Jan Ghyselinck      | Veranda's Willems           |
| Dimitri Claeys   | Veranda's Willems    | Yannick Eijssen     | Crelan-Vastgoedservice      |
| Gaëtan Bille     | Veranda's Willems    | Fréderique Robert   | Crelan-Vastgoedservice      |
| Robin Stenuit    | Veranclassic-Ekoi    | Francis de Greef    | Gestopt                     |
| Antoine Demoitié | Wallonie-Bruxelles   | Björn Leukemans     | Gestopt                     |
| Mark McNally     | Madison Genesis      | James Vanlandschoot | Gestopt                     |
| Guillaume Martin | Club Cycliste Étupes |                     |                             |

## Renners
| Naam                      | Geboortedatum | Nationaliteit       | Ploeg 2015           |
| ------------------------- | ------------- | ------------------- | -------------------- |
| Simone Antonini           | 12-02-1991    | Italië              |                      |
| Frederik Backaert         | 13-03-1990    | België              |                      |
| Jérôme Baugnies           | 01-04-1987    | België              |                      |
| Gaëtan Bille              | 06-04-1988    | België              | Veranda's Willems    |
| Dimitri Claeys            | 18-06-1987    | België              | Veranda's Willems    |
| Thomas Degand             | 13-05-1986    | België              | IAM Cycling          |
| Kenny Dehaes              | 10-11-1984    | België              | Lotto Soudal         |
| Antoine Demoitié (†28/03) | 16-10-1990    | België              | Wallonie-Bruxelles   |
| Tom Devriendt             | 29-10-1991    | België              |                      |
| Boris Dron                | 17-03-1988    | België              |                      |
| Enrico Gasparotto         | 22-03-1982    | Italië              |                      |
| Roy Jans                  | 15-09-1990    | België              |                      |
| Marco Marcato             | 11-02-1984    | Italië              |                      |
| Guillaume Martin          | 09-06-1993    | Frankrijk           | Club Cycliste Étupes |
| Mark McNally              | 20-07-1989    | Verenigd Koninkrijk | Madison Genesis      |
| Marco Minnaard            | 11-04-1989    | Nederland           |                      |
| Danilo Napolitano         | 31-01-1981    | Italië              |                      |
| Lander Seynaeve           | 29-05-1992    | België              |                      |
| Robin Stenuit             | 16-06-1990    | België              | Veranclassic-Ekoi    |
| Björn Thurau              | 23-07-1988    | Duitsland           | Bora-Argon 18        |
| Kevin Van Melsen          | 01-04-1987    | België              |                      |
| Frederik Veuchelen        | 04-09-1978    | België              |                      |

## Overwinningen
| Amstel Gold Race Winnaar: Enrico Gasparotto Vierdaagse van Duinkerke 5e etappe: Kenny Dehaes Ronde van Rhône-Alpes Isère 3e etappe: Jérôme Baugnies Ronde van Picardië 3e etappe: Kenny Dehaes Ronde van Limburg Winnaar: Kenny Dehaes Internationale Wielertrofee Jong Maar Moedig Winnaar: Jérôme Baugnies | Ronde van Oostenrijk 7e etappe: Frederik Backaert Ronde van Wallonië 3e etappe: Dimitri Claeys Grote Prijs Jef Scherens Winnaar: Dimitri Claeys Druivenkoers Overijse Winnaar: Jérôme Baugnies Olympia's Tour 3e etappe deel A: Miles Scotson Nationale Sluitingsprijs Winnaar: Roy Jans |

2008 · 2009 · 2010 · 2011 · 2012 · 2013 · 2014 · 2015 · 2016 · 2017 · 2018 · 2019 · 2020 · 2021 · 2022 · 2023 · 2024 · 2025